# يوفروسين الكييفية
يوفروزينا الكييفية (المجرية: Eufrozina؛ حوالي.1130 - 1193)؛ كانت ملكة المجر وكرواتيا القرينة وذلك بزواجها من غيزا الثاني.

## السيرة الذاتية
يوفروزينا هي الابنة الكبرى لـ ميستسلاف الأول أمير كييف المعظم وزوجته الثانية ليوبافا ديمترييفنا والدها أحد نبلاء نوفغورود، أصبحت إحدى شقيقاته الكبار ملكة النرويج ثم ملكة الدنمارك، في حين تعتبر واحدة من شقيقاتها والدة فالديمار الأول ملك الدنمارك.
في عام 1146 تزوجت من الملك غيزا الثاني الذي كان قد بلغ سن الرشد قبل فترة وجيزة، خلال عهد زوجها لم تتدخل يوفروزينا كثيراً في سياسات المملكة ولكن كان تأثير على قرارات زوجها لصالح أقاربها في عدة مناسبات، ولكن بعد وفاته في 31 مايو 1162 قامت بتعزيز نفوذها على ابنها الملك إسطفان الثالث الذي كان عليه أن يناضل ضد أعمامه لازلو وإسطفان لإنقاذ عرشه، بحيث قامت بإقناع فلاديسلاف الثاني ملك بوهيميا بتقديم المساعدة العسكرية لابنها ضد غزو الإمبراطور مانويل الأول كومنينوس.
عندما توفي ابنها البكر إسطفان الثالث في 4 مارس 1172، كانت تخطط لضمان خلافة لابنها الثالث الأمير غيزا ضد ابنها الثاني بيلا الذي كان مستقر في بلاط الإمبراطور مانويل الأول كومنينوس، ومع ذلك عاد بيلا مُسرعاً وتوج في 13 يناير 1173، على الرغم من أن لوكاس رئيس أساقفة إسترغوم رفض تتويجه، بعد فترة وجيزة اعتقل الملك بيلا الثالث شقيقه مما زاد من التوتر بينها وبين ابنها الملك، سرعان ما تمكن الدوق غيزا من الفرار ربما تلقى المساعدة منها، ولكن في عام 1177 تم اعتقاله مرة أخرى بمساعدة دوق بوهيميا، وكذلك الملك أمر بحبسها، وفي 1186 أجبرت على المغادرة المملكة نحو القسطنطينية، ومن القسطنطينية انتقلت إلى الأراضي المقدسة، بحيث عاشت في دير للرهبان بـ القدس، حتى وفاتها في أوائل عقد 1190، سيتم اطلاق سراحها ابنها الأمير غيزا في 1189 تحت تأثير كنتها مارغريت الفرنسية زوجة بيلا الثانية، وسيرافق حشد الإمبراطور فريدرش الأول بربروسا مع جيش قوامه 2000 جندي إلى الحملة الصليبية الثالثة، ويستقر في الإمبراطورية البيزنطية حتى وفاته.

## الذرية
تزوجت من غيزا الثاني في 1146، وانجبت له:-
- إسطفان الثالث (1147 - 4 مارس 1172)؛ خليفة والده، تزوج من أغنيس النمساوية، لهم أبناء توفي صغار.
- بيلا الثالث (1148 - 23 أبريل 1196)؛ خليفه شقيقه، تزوج مرتين أولا من أغنيس الأنطاكية ومارغريت الفرنسية، له ذرية من الأولى.
- إليزابيث (1149 - 1189)؛ تزوجت من فريدريك دوق بوهيميا، لهم ذرية، يعتبروا سلف أسرة فيتلسباخ العريقة.
- غيزا (حوالي. 1151 - ؟)؛ مدعي للعرش في عهد شقيقه بيلا، تزوج من امرأة بيزنطية، لهم ذرية.
- أرباد، توفي وهو صغير.
- أودولا (1156 - 1199)؛ تزوجت من أحد أفراد أسرة برميسل.
- هيلانة (1158 - 25 ديسمبر 1199)؛ تزوجت من ليوبولد الفااضل دوق النمسا، لهم ذرية.
- مارغريت (بعد وفاته 1162 - قبل.1208)؛ تزوجت مرتين.